# A gigantikus tehetség elviselhetetlen súlya
A gigantikus tehetség elviselhetetlen súlya (eredeti cím: The Unbearable Weight of Massive Talent) 2022-es amerikai akció-filmvígjáték, amelynek rendezője Tom Gormican, forgatókönyvírója Gormican és Kevin Etten. A főszerepben Nicolas Cage, Pedro Pascal, Sharon Horgan, Ike Barinholtz, Alessandra Mastronardi, Jacob Scipio, Neil Patrick Harris és Tiffany Haddish látható. A film forgatása 2020. október 5-én kezdődött Horvátországban. 
A film premierje 2022. március 12-én volt a South by Southwest fesztiválon, az Egyesült Államokban pedig 2022. április 22-én mutatta be a Lionsgate. A film általánosságban pozitív véleményeket kapott a kritikusoktól, akik dicsérték Cage és Pascal alakítását, azonban a 30 millió dolláros költségvetéssel szemben mindössze 29 millió dolláros bevételt ért el.

## Cselekmény
Önmagát alakító Nicolas Cage egy szuperrajongó (Pedro Pascal) és egy CIA-ügynök (Tiffany Haddish) csapdájába kerül.

## Szereplők
| Szerep          | Színész                | Magyar hang            |
| --------------- | ---------------------- | ---------------------- |
| Nicky Cage      | Nicolas Cage           | Schnell Ádám           |
| Javi Gutierrez  | Pedro Pascal           | Crespo Rodrigo         |
| Olivia Henson   | Sharon Horgan          | Bertalan Ágnes         |
| Addy Cage       | Lily Sheen             |                        |
| Vivian Etten    | Tiffany Haddish        | Peller Anna            |
| Martin Etten    | Ike Barinholtz         |                        |
| Gabriela        | Alessandra Mastronardi | Peller Mariann         |
| Lucas Gutierrez | Paco León              | Horváth-Töreki Gergely |
| Carlos          | Jacob Scipio           |                        |
| Richard Fink    | Neil Patrick Harris    | Kaszás Gergő           |
| Maria           | Katrin Vankova         |                        |
| önmaga          | David Gordon Green     |                        |
| Olivia Cage     | Demi Moore             |                        |
| Addy Cage       | Anna MacDonald         |                        |
| Cheryl          | Joanna Bobin           |                        |

## A film készítése
Cage saját magának egy kitalált változatát játssza, aki szerinte kevésbé hasonlít valódi, filmvásznon kívüli személyiségére. Eredetileg "háromszor vagy négyszer" utasította vissza a szerepet, de meggondolta magát, miután Tom Gormican író-rendező személyes levelet írt neki. 2019. november 15-én a Lionsgate megvásárolta a film gyártásának jogait. 2020 augusztusában Pedro Pascal tárgyalásokat kezdett a főszerepről. 2020 szeptemberében Sharon Horgan és Tiffany Haddish csatlakozott a stábhoz, októberben pedig Lily Sheen is csatlakozott. 2020 novemberében Neil Patrick Harris csatlakozott a filmhez.
A forgatás október 5-én kezdődött Horvátországban, többek között Dubrovnik városában. A filmzenét Mark Isham szerezte.
A film vége felé a lányok szöktetésének jelenetei a Monostori erődben forgatták. Továbbá az azt követő autós üldözés jelenetei a budai várban és pesten a Parlament közelében forgatták. Pár jelenetben látszódik is az Országház a háttérben. Illetve némely jelenetben az autók rendszámára sem figyeltek eléggé és látszódik a magyar rendszám.
Az egyik jelenetben Cage és Javi két férfi elől menekül, akikről azt hiszik, hogy kémkednek utánuk, majd később újra összefutnak a két férfival. Az első két színész, akik ezeket a férfiakat játszották, nem álltak készen, amikor a jelenet végét forgatták, ezért két másik színész helyettesítette őket, akik hasonlóan néztek ki, és ugyanazt a ruhát viselték.

## Bemutató
Az Egyesült Államokban a filmet 2022. április 22-én mutatták be a mozikban. Új-Zélandon április 17-én jelent meg. Eredetileg 2021. március 19-én került volna a mozikba. A film premierje a South by Southwest filmfesztiválon volt 2022. március 12-én.